# Lymantriades vanroesseli
Lymantriades vanroesseli är en fjärilsart som beskrevs av Gustaaf Hulstaert 1924. Lymantriades vanroesseli ingår i släktet Lymantriades och familjen tofsspinnare. Inga underarter finns listade i Catalogue of Life.